# Helen Hunt
Helen Elizabeth Hunt (ur. 15 czerwca 1963 w Culver City) – amerykańska aktorka, reżyserka, scenarzystka i producentka filmowa. Laureatka Złotego Globu i Oscara dla najlepszej aktorki pierwszoplanowej w tragikomedii Lepiej być nie może (1997).

## Życiorys

### Wczesne lata
Urodziła się w Culver City w Kalifornii jako córka Jane Elizabeth (z domu Novis), fotografki, i Gordona Edwynna Hunta, trenera aktorstwa i reżysera. Jej rodzina była pochodzenia żydowskiego. Uczęszczała do Providence High School w Burbank. Uczyła się baletu i przez miesiąc studiowała na Uniwersytecie Kalifornijskim w Los Angeles.

### Kariera

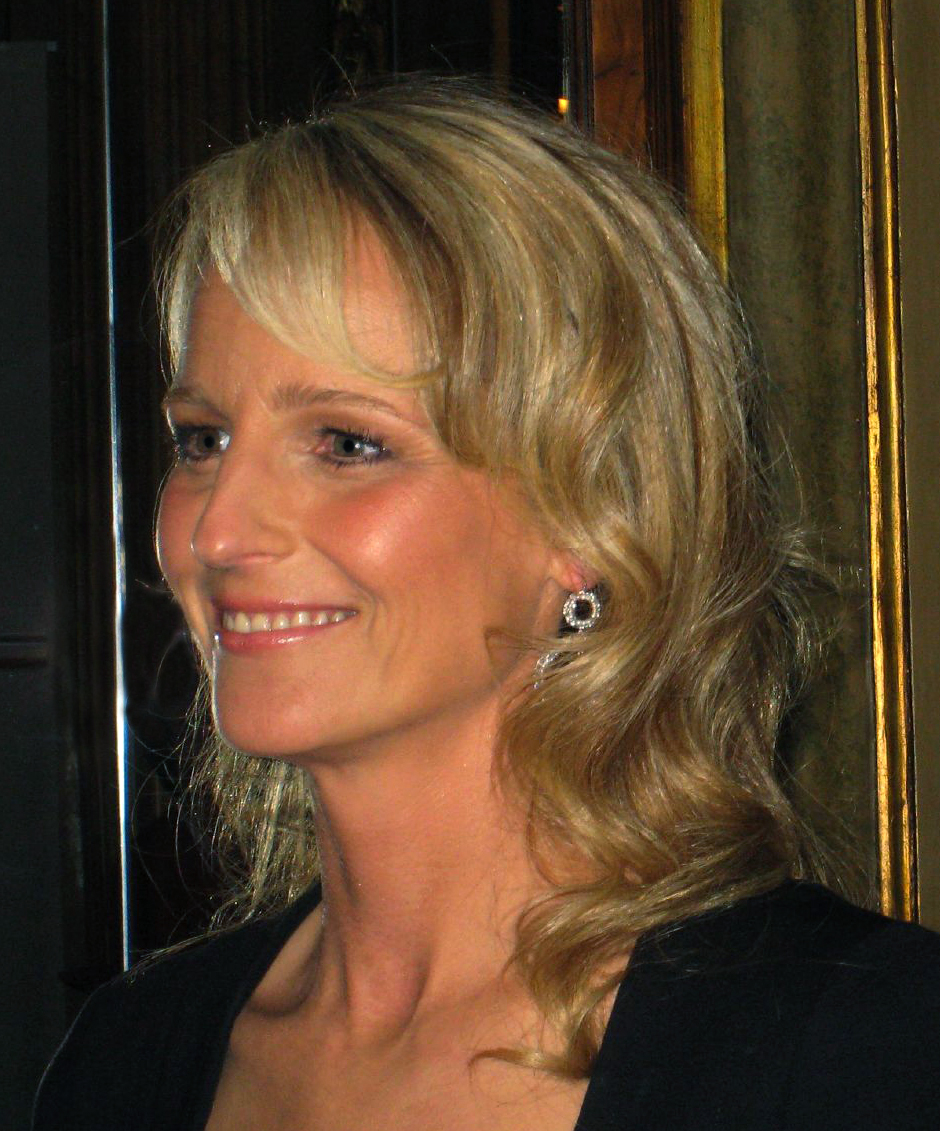
Helen Hunt (2007)

Karierę aktorską rozpoczęła już jako dziecko w latach 70. Mając 8 lat, zaczęła pobierać nauki aktorstwa. W wieku dziesięciu lat po raz pierwszy wystąpiła w roli aktorskiej jako Sarah Sargeant, córka Maggie (Joanna Pettet) i Johna (William Shatner) w telewizyjnym westernie ABC Pamiętnik z prerii (Pioneer Woman, 1973). Debiutowała na kinowym ekranie w roli Tracy Calder, córki inspektora budowlanego (George Segal) w dreszczowcu Jamesa Goldstone’a Rollercoaster (1977). W dramacie telewizyjnym CBS The Miracle of Kathy Miller (1981), opartym na prawdziwej historii wcieliła się w postać nastoletniej sportsmenki Kathy Miller ze Scottsdale w Arizonie, która odnosi ciężkie obrażenia w wypadku samochodowym w 1977.
W 1985 grała w nowojorskim Ensemble Studio Theatre w roli Jill w przedstawieniu Been Taken. W komediodramacie Francisa F. Coppoli Peggy Sue wyszła za mąż (1986) wystąpiła w roli Beth Bodell, córki bohaterów granych przez Kathleen Turner i Nicolasa Cage’a. W 1989 trafiła na scenę Broadwayu jako Emily Webb w sztuce Thorntona Wildera Nasze miasto. W 1990 wystąpiła jako Bianca w off-broadwayowskiej inscenizacji Poskromienie złośnicy Williama Szekspira.
Przełomem w jej karierze aktorskiej okazała się kreacja Jamie Stemple Buchman, żony Paula Buchmana (Paul Reiser) w sitcomie NBC Szaleję za tobą (Mad About You, 1992–1999), za którą zdobyła cztery nagrody Emmy (1996–1999) i trzykrotnie otrzymała Złoty Glob dla najlepszej aktorki w serialu komediowym lub musicalu (1994–1995, 1997). Serial pokazywany był przez 7 lat i bił rekordy popularności. Za rolę doktor Jo Harding, która badała przyczyny powstawania tornada w dramacie katastroficznym Jana de Bonta Twister (1996) była nominowana do nagrody MTV Movie Award jako najlepsza aktorka. Kreacja kelnerki i samotnej matki Carol Connelly w komediodramacie Lepiej być nie może (1997) przyniosła jej wiele nagród, w tym Oscara dla najlepszej aktorki. W 1998 powróciła na Broadway w szekspirowskiej komedii Sen nocy letniej w roli Violi. W 2003 wystąpiła na Broadwayu jako Sonia w komedii Yasminy Rezy Life x 3 u boku Johna Turturro.

## Życie prywatne
Od lutego 1991 do czerwca 1992 była związana z Erikiem Stoltzem. 17 lipca 1999 wyszła za mąż za Hanka Azarię. 18 grudnia 2000 rozwiedli się. 13 maja 2004 Helen Hunt urodziła córkę Makenę Lei Gordon, której ojcem jest producent filmowy Matthew Carnahan, z którym była w związku w latach 2001–2017.

## Filmografia

### Filmy fabularne
- 1973: Pioneer Woman jako Sarah Sargeant
- 1975: Szwajcarscy Robinsonowie (The Swiss Family Robinson) jako Roberta
- 1975: Śmiertelny krzyk (Death Scream) jako Teila Rodriguez
- 1975: A teraz wszyscy razem (All Together Now) jako Susan Lindsay
- 1976: Having Babies jako Sharon McNamara
- 1977: The Spell jako Kristina Matchett
- 1977: Rollercoaster jako Tracy Calder
- 1979: Transplant jako Janice Hurley
- 1981: The Miracle of Kathy Miller jako Kathy Miller
- 1981: Angel Dusted jako Lizzie Eaton
- 1981: Child Bride of Short Creek jako Naomi
- 1982: Anielski pył (Desperate Lives) jako Sandy Cameron
- 1982: Weekend jako Sarah
- 1983: Posłuchaj głosu serca (Choices of the Heart) jako Kathy
- 1983: Księżniczka futbolu (Quarterback Princess) jako Tami Maida
- 1983: Bill: On His Own jako Jenny Wells
- 1984: Słodki rewanż (Sweet Revenge) jako Debbie Markham
- 1985: Waiting to Act jako Tracy
- 1985: Trancers jako Leena
- 1985: Dziewczyny chcą się bawić (Girls Just Want to Have Fun) jako Lynne Stone
- 1986: The Frog Prince jako Henrietta
- 1986: Peggy Sue wyszła za mąż (Peggy Sue Got Married) jako Beth Bodell
- 1987: The Nativity jako Mary (głos)
- 1987: Projekt X (Project X) jako Teri
- 1988: Ujęcie (Shooter) jako Tracey
- 1988: Witaj w domu (Miles from Home) jako Jennifer
- 1988: Stealing Home jako Hope Wyatt
- 1989: The Easter Story (głos)
- 1989: Zemsta ojca (Incident at Dark River) jako Jesse McCandless
- 1989: Prawo krwi (Next of Kin) jako Jessie Gates
- 1991: Uwiedziony (Murder in New Hampshire: The Pamela Wojas Smart Story) jako Pamela Smart
- 1991: Into the Badlands jako Blossom
- 1991: Trancers 2: Powrót Jacka (Trancers II) jako Lena Deth
- 1992: Trancers III jako Lena
- 1992: Komik na sobotę (Mr. Saturday Night) jako Annie
- 1992: Tylko ty (Only You) jako Claire Enfield
- 1992: Bob Roberts jako reporterka Rose Pondell
- 1992: Taniec na wodzie (The Waterdance) jako Anna
- 1993: Mroczne sekrety (In the Company of Darkness) jako Gina Pulasky
- 1993: Sexual Healing jako Rene
- 1995: Pocałunek śmierci (Kiss of Death) jako Bev Kilmartin
- 1996: Twister jako Jo Harding
- 1997: Lepiej być nie może (As Good as It Gets) jako Carol Connelly
- 1998: Wieczór trzech króli (Twelfth Night, or What You Will) jako Viola
- 2000: Cast Away: Poza światem (Cast Away) jako Kelly
- 2000: Dr T. i kobiety (Dr T and the Women) jako Bree Davis
- 2000: Podaj dalej (Pay It Forward) jako Arlene McKinney
- 2000: Czego pragną kobiety (What Women Want) jako Darcy McGuire
- 2001: Klątwa skorpiona (The Curse of the Jade Scorpion) jako Betty Ann „Fitz” Fitzgerald
- 2001: One Night at McCool’s jako kierowca ciężarówki (sceny usunięte)
- 2004: Porządna kobieta (A Good Woman) jako pani Erlynne
- 2005: Empire Falls jako Janine Roby
- 2006: Bobby jako Samantha
- 2007: Kiedyś mnie znajdziesz (Then She Found Me) jako April Epner
- 2010: Dzień jak co dzień (Every Day) jako Jeannie
- 2011: Surferka z charakterem (Soul Surfer) jako Cheri Hamilton
- 2011: Jock jako Jess (głos)
- 2012: Sesje (The Sessions) jako Cheryl Cohen Greene
- 2013: Decoding Annie Parker jako Mary-Claire King
- 2014: Ride jako Jackie
- 2017: I Love You, Daddy jako Aura Topher

### Seriale telewizyjne
- 1974–1975: Amy Prentiss jako Jill Prentiss
- 1975–1976: Szwajcarscy Robinsonowie jako Helga Wagner
- 1976–1980: Family Robin Task / Tracey Palmer
- 1976: Ark II jako Diana
- 1977: Mary Tyler Moore jako Laurie Slaughter
- 1977–1978: The Fitzpatricks jako Kerry Gerardi
- 1978: The Bionic Woman jako księżniczka Aura
- 1980: The Facts of Life jako Emily
- 1980–1981: Knots Landing jako Betsy
- 1981: CBS Afternoon Playhouse jako Phoebe
- 1981: Darkroom jako Nancy Lawrence
- 1982: Gimme a Break! jako Valerie
- 1983: It Takes Two jako Lisa Quinn
- 1984–1986: St. Elsewhere jako Clancy Williams
- 1985: Galtar and the Golden Lance jako różne głosy
- 1985: Autostrada do nieba (Highway to Heaven) jako Lizzy MacGill
- 1987: Autostopowicz (The Hitchhiker) jako Donette
- 1989: American Playhouse jako Mary Austin
- 1990: China Beach jako Amanda „Sissy” Simpson
- 1990: The Trials of Rosie O’Neill jako Bridget Kane
- 1991: My Life and Times jako Rebecca Miller
- 1992–1999: Szaleję za tobą (Mad About You) jako Jamie Stemple Buchman
- 1995: Przyjaciele (Friends) jako Jamie Buchman
- 1998: Simpsonowie (The Simpsons) jako Renee (głos)

### Reżyseria, scenariusz i produkcja
- 1992–1999: Szaleję za tobą (Mad About You)
- 2007: Kiedyś mnie znajdziesz (Then She Found Me)

## Nagrody
| Rok        | Nagroda                                            | Kategoria                                                     | Tytuł                      |
| ---------- | -------------------------------------------------- | ------------------------------------------------------------- | -------------------------- |
| 1994       | Złoty Glob                                         | Najlepsza aktorka w filmie komediowym lub musicalu            | Szaleję za tobą            |
| 1995       | Złoty Glob                                         | Najlepsza aktorka w filmie komediowym lub musicalu            | Szaleję za tobą            |
| 1995       | Nagroda Gildii Aktorów Ekranowych                  | Najlepsza aktorka w serialu komediowym                        | Szaleję za tobą            |
| 1996       | Nagroda Emmy                                       | Najlepsza aktorka w serialu komediowym                        | Szaleję za tobą            |
| 1997       | Nagroda Emmy                                       | Najlepsza aktorka w serialu komediowym                        | Szaleję za tobą            |
| Złoty Glob | Najlepsza aktorka w filmie komediowym lub musicalu |                                                               | Szaleję za tobą            |
| 1998       | Nagroda Emmy                                       | Najlepsza aktorka w serialu komediowym                        | Szaleję za tobą            |
| 1998       | Złoty Glob                                         | Najlepsza aktorka w filmie komediowym lub musicalu            | Lepiej być nie może (1998) |
| 1998       | Nagroda Akademii Filmowej                          | Najlepsza aktorka pierwszoplanowa                             | Lepiej być nie może (1998) |
| 1998       | Nagroda Gildii Aktorów Ekranowych                  | Wybitny występ aktorki w roli pierwszoplanowej                | Lepiej być nie może (1998) |
| 1998       | Nagroda Satelita                                   | Nagroda Satelita dla najlepszej aktorki w filmie dramatycznym | Lepiej być nie może (1998) |
| 1999       | Nagroda Emmy                                       | Najlepsza aktorka w serialu komediowym                        | Szaleję za tobą            |